# Cambarus carinirostris
Cambarus carinirostris е вид ракообразно от семейство Cambaridae. Видът не е застрашен от изчезване.

## Разпространение и местообитание
Разпространен е в САЩ (Вирджиния, Западна Вирджиния, Мериленд, Ню Йорк, Охайо и Пенсилвания).
Обитава сладководни басейни, реки и потоци.